# Lar Park-Lincoln
Lar Park-Lincoln, nata Laurie Jill Park (Dallas, 12 maggio 1961 – Dallas, 22 aprile 2025), è stata un'attrice, produttrice cinematografica, regista e scrittrice statunitense.

## Biografia
Lar Park-Lincoln è famosa per essere apparsa nel film del 1987 La casa di Helen e nel film horror del 1988 Venerdì 13 parte VII - Il sangue scorre di nuovo. Recita inoltre nella serie televisiva California tra il 1987 e il 1991, ed appare in altre serie televisive di successo come Hunter, Fuorilegge, Autostop per il cielo, Freddy's Nightmares, Vietnam addio, La signora in giallo, Space: Above and Beyond e Beverly Hills 90210.
Tra il 1981 e il 1986 partecipa all'Entertainment Tonight e al The Oprah Winfrey Show, oltre a numerosi talk show e programmi radiofonici.
Dopo essere rimasta vedova, decide di tornare nel Texas per crescere i suoi figli, lì diventa una coach per attori e modelle.
Assieme alla sua casa di produzione, la Ooh La Lar Productions produce Static, un film indipendente sull'abuso di eroina nel periodo adolescenziale, scritto e diretto da suo nipote studente di cinema, allora 17enne, e girato interamente a Dallas. Nello stesso periodo produce e co-dirige Black and White, un film sul razzismo.
Nel 2005 torna a recitare in Bit Parts, un film indipendente diretto da Lar stessa, mentre nel 2006 partecipa come guest star nel film TV Mamma detective: Rapimenti, sequel di Mamma detective. Nel 2008 pubblica il suo primo libro Get Started Not Scammed, una guida volta ad aiutare attori e modelle principianti ad orientarsi nell'industria dello spettacolo.

## Vita privata
Lar Park-Lincoln è stata sposata con Michael Martin Lincoln dal 5 dicembre 1981 fino al giorno della sua morte, il 4 dicembre 1995. Visse poi a Dallas assieme ai suoi due figli.

## Filmografia

### Cinema

#### Attrice

##### Cortometraggi
- The Dancer, regia di Libby Mitchell e Tom Young (2011)

##### Lungometraggi
- The Princess Academy, regia di Bruce A. Block (1987)
- La casa di Helen (House II: The Second Story), regia di Ethan Wiley (1987)
- Venerdì 13 parte VII - Il sangue scorre di nuovo (Friday the 13th Part VII: The New Blood), regia di John Carl Buechler (1988)
- Bit Parts, regia di Lar Park-Lincoln (2005)
- Gravestoned, regia di Michael McWillie (2009)
- From The Dark, regia di Cliff McClelland, Tom Zembrod (2009)
- Sky Sharks, regia di Marc Fehse (2017)
- Expulsion, regia di Aaron Jackson, Sean C. Stephens (2017)
- Harvest, regia di Starling Thomas (2019)
- 13: Fanboy, regia di Deborah Voorhees (2020)

#### Produttrice
- Static
- Black and White

#### Regista
- Bit Parts (2005)

### Televisione
- I ragazzi della notte (Children of the Night), regia di Robert Markowitz – film TV (1985)
- Hunter - serie TV, episodio 3x11 (1987)
- Fuorilegge  (Outlaws) - serie TV, episodio 1x08 (1987)
- Ohara - serie TV, episodio 2x03 (1987)
- Autostop per il cielo (Highway to Heaven) - serie TV, episodio 4x11 (1987)
- California (Knots Landing) - serie TV, 48 episodi (1987-1991)
- Freddy's Nightmares (Freddy's Nightmares: A Nightmare on Elm Street: The Series) - serie TV, episodio 1x02 (1988)
- Vietnam addio (Tour of Duty) - serie TV, episodio 2x10 (1989)
- Seduzione omicida (Fatal Charm), regia di Fritz Kiersch – film TV (1990)
- La signora in giallo (Murder, She Wrote) - serie TV, episodio 8x13 (1992)
- Beverly Hills 90210 (Beverly Hills, 90210) - serie TV, episodio 6x14 (1995)
- Space: Above and Beyond - serie TV, episodio 1x05 (1995)
- City of Justice - serie TV, episodi 1x08-2x01 (2005)
- Mamma detective: Rapimenti (Inspector Mom: Kidnapped in Ten Easy Steps), regia di Brad Keller – film TV (2007)

## Doppiatrici italiane
Nelle versioni in italiano dei suoi lavori, Lar Park-Lincoln è stata doppiata da
- Monica Gravina in La casa di Helen
- Emanuela Rossi in Venerdì 13 parte VII - Il sangue scorre di nuovo